# Cristal (2006)
Cristal é uma telenovela brasileira produzida e exibida pelo SBT entre 5 de junho e 27 de outubro de 2006 em 125 capítulos, substituindo a novela mexicana Mariana da Noite e sendo substituída pela também novela mexicana A Feia mais Bela.
É uma versão da telenovela  venezuelana Cristal (1985), de Delia Fiallo, sendo adaptada por Anamaria Nunes, com colaboração de Maria Lúcia Dahl, Marcelo César Fagundes, Eleusa Mancini e Rogério Garcia, supervisão de texto de Henrique Zambelli e Thereza di Giácomo, sob direção de Mayara Magri, Del Rangel, Jacques Lagoa, Luis Antônio Piá e David Grinberg e direção geral de Herval Rossano.
Conta com Bianca Castanho, Dado Dolabella, Bete Coelho, Marisol Ribeiro, Alexandre Barillari, Giuseppe Oristânio, Bárbara Paz e Eliana Guttman nos papéis principais.

## Antecedentes
Em 1985, Delia Fiallo escreveu Cristal para a rede venezuelana RCTV tendo sido protagonizado por Lupita Ferrer e exibido entre 5 de agosto de 1985 a 12 de julho de 1986, em 246 capítulos. A Televisa, parceira do SBT, também produziu um remake desta obra, O Privilégio de Amar, exibido entre 1998 e 1999 e que foi protagonizado por Adela Noriega e foi apresentado várias vezes pelo SBT, que assinou um contrato de cinco anos com a Televisa em abril de 2001 que faria o SBT desembolsar cerca de US$ 200 milhões em compras de textos e dublagens de novelas mexicanas. Pícara Sonhadora, Amor e Ódio, Marisol, Pequena Travessa, Jamais Te Esquecerei, Canavial de Paixões, Seus Olhos, Esmeralda, e Os Ricos também Choram foram produzidas, sendo Cristal a décima produção da parceria.

## Produção

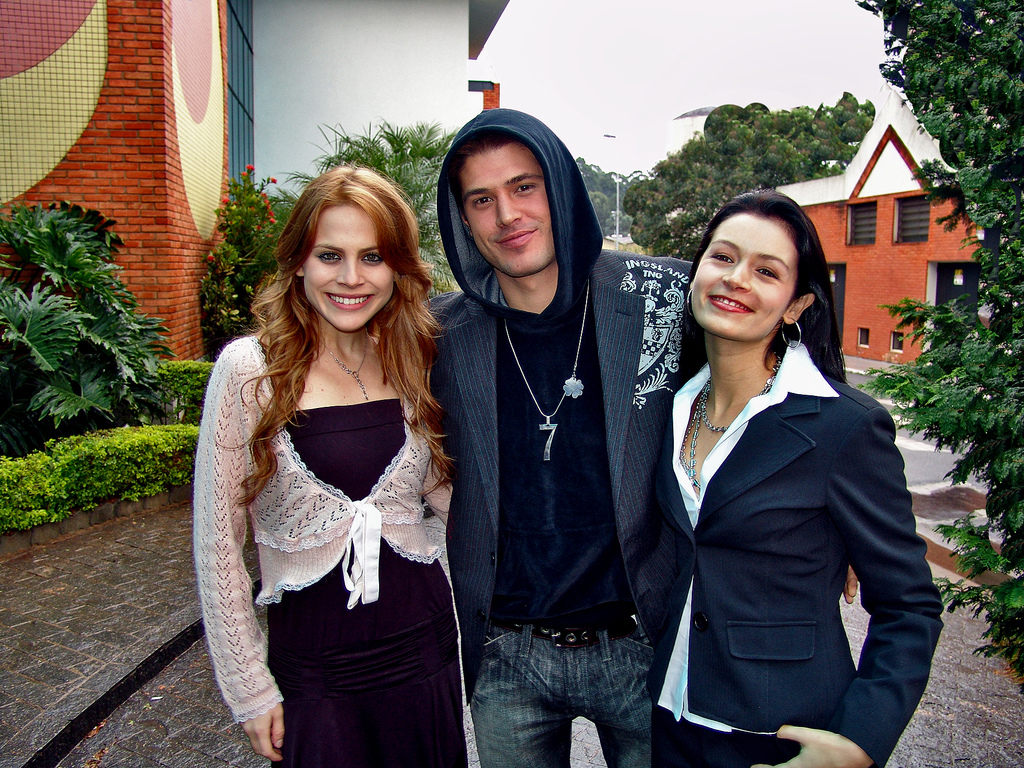
Marisol Ribeiro, Dado Dolabella e Bianca Castanho nos bastidores.

Cristal foi produzida em 2006, mas o SBT pretendia fazer seu remake antes, porém teve problemas em conseguir a liberação do texto, a semelhança da produção anterior da emissora Os Ricos também Choram que teria um remake em 2003, mas só conseguiu o texto em 2005, ano em que foi ao ar. Assim sendo, Silvio Santos suspendeu a versão brasileira de Cristal pois teria muito gasto com a produção. O elenco demorou para ser fechado e desde então a novela foi adiando sua estreia. Cristal teve investimentos grandes e foi a primeira novela a ser gravada com câmeras digitais de alta definição, com custo médio de 1,2 milhão de reais. Cada capítulo da novela inicialmente seria de R$ 70 mil, mesmo orçamento de Os Ricos também Choram, mas posteriormente o orçamento de Cristal triplicou para R$ 190 mil.
A abertura da novela, que representava um desfile de moda, teve as cenas mostrando um desfile com 20 modelos, entre elas as atrizes Bianca Castanho, Gianne Albertoni, Vanessa Pietro e Juliana Almeida. O figurino usado veio da coleção inverno 2006 da estilista Glória Coelho. Esta foi a terceira vez que a atriz Bianca Castanho protagonizou uma telenovela no SBT, fato este ocorrido em Canavial de Paixões, e em Esmeralda. Para interpretar a personagem-título, Bianca Castanho mudou o visual e fez laboratório. Como a personagem é modelo, ela aprendeu como agir nas passarelas. Cristal foi a única e última telenovela escrita por Anamaria Nunes, que faleceu em 9 de setembro de 2016. Anteriormente a autora havia sido colaboradora nas obras A Escrava Isaura (2004) e Prova de Amor, ambas da RecordTV.

### Gravações
O diretor Herval Rossano, que estava sem trabalho na Rede Bandeirantes e seu último trabalho era A Escrava Isaura na Rede Record, foi contratado pelo SBT e sua presença na emissora modificou toda a produção da telenovela, desde a iluminação e figurino, até a troca de atores e diretores. Entre as mudanças, as primeiras cenas da novela já haviam sido gravadas, mas Herval Rossano resolveu gravar de novo o primeiro capítulo, por causa da mudança de atores. Herval Rossano deixou a direção da novela em junho de 2006 em razão de uma pneumonia. No mês de julho, Silvio Santos se reuniu com Herval e decidiu que o texto do folhetim seria reescrito. As cenas que já estavam gravadas iriam ao ar, mas a trama mudaria nas próximas semanas. Mas uma segunda decisão do conselho executivo da emissora optou pelo afastamento de Herval Rossano e sua mulher, Mayara Magri, que atuava como diretora-assistente, e a volta ao comando do núcleo de teledramaturgia o diretor David Grinberg, que estava ausente da emissora por motivo de férias. Em sua nota, o SBT afirmou que "o contrato do diretor Herval Rossano será honrado pela emissora", e que a decisão de permanecer ou não no quadro de funcionários será exclusivamente dele. Junto com Herval, saiu também sua esposa, Mayara Magri, que o auxiliava na direção. Antes de sua saída, Mayara estava se desentendendo com a equipe da novela. Um dos motivos seria o fato dela querer sempre fazer valer sua opinião, se sobrepondo até mesmo ao marido. Dos 125 capítulos produzidos, o diretor Herval Rossano "assinou" até o capítulo 62. A partir do capítulo 63, exibido originalmente em 16 de agosto de 2006, o nome do diretor David Grinberg passou a ser exibido na abertura da novela, bem como, a mudança de alguns nomes do elenco.

### Escolha do elenco
Rodrigo Veronese foi contratado para viver o protagonista João Pedro ao lado de Bianca Castanho, enquanto que Dado Dolabella seria o antagonista. Sem explicações, a produção decidiu tirar Rodrigo do elenco e dar o papel de protagonista para Dado, o que levou o ator a processar o SBT. Para a produção, a emissora investiu na contratação de diversos atores vindos da RecordTV e Rede Globo, como Dado Dolabella, Giselle Policarpo, Bete Coelho, Alexandre Barillari, Giuseppe Oristânio, Marisol Ribeiro, Serafim Gonzalez e Cláudio Curi. Última telenovela do ator Serafim Gonzalez que faleceu de insuficiência respiratória em 29 de abril de 2007.

### Problemas
Bianca deixou  o estúdio da novela chorando  durante uma gravação com Dado Dolabella, ele não havia decorado o texto e queria gravar a cena por partes. Bianca ficou irritada e o deixou falando sozinho. Durante uma gravação na noite de 27 de junho de 2006, o ator Giulio Lopes, contracenando com Bete Coelho e Giuseppe Oristânio, sofreu um acidente vascular cerebral (derrame cerebral), nos estúdios do SBT, em São Paulo. Em seu lugar, entrou o ator Paulo Reis, que fez as vezes do personagem de Giulio Lopes. Recuperado, depois de um mês e meio ausente, o ator voltou à novela, mas seu personagem logo saiu de cena novamente.

## Enredo
Vitória Ascânio (Bete Coelho) é uma renomada estilista e proprietária da Maison Vitória, prestigiada grife de alta costura em São Paulo. Apesar de ser uma mulher rica, exuberante e sofisticada, esconde de todos o seu passado humilde em São Luís do Paraitinga. No passado, Vitória (Greta Antoine) era uma humilde empregada doméstica na casa de Dona Luísa (Eliana Guttman), mãe de Ângelo de Jesus (Ricardo Monastero), jovem com vocação religiosa e seu amor impossível da juventude. Antes do ingresso do rapaz ao seminário, Ângelo e Vitória têm sua primeira noite de amor, sendo ambos ainda virgens. Como resultado desta aventura, Vitória engravida. Após ser humilhada por Luísa, Vitória é expulsa da casa da patroa. E, para evitar que o filho abandone a carreira sacerdotal, o que sempre almejou para ele, Luísa esconde dele a existência dessa criança. Após dar à luz uma menina, Vitória, sem condições de criar a filha, vê-se obrigada a deixá-la na porta de uma rica mansão. Ao contrário do que ela esperava, a menina é entregue pelo casal da mansão às autoridades e encaminhada para o Orfanato Bom Pastor. Criada e educada pelas freiras, Cristina (Bianca Castanho) torna-se uma linda jovem, com sólida formação moral. 22 anos depois, Cristina divide um apartamento com duas amigas, Zoraide (Sabrina Greve) e Inocência (Bárbara Paz), trabalha num banco e sonha ser modelo. Logo Cristina é contratada por Vitória para ser sua modelo, sem que as duas conheçam suas ligações familiares.
Embora casada com Alex Ascânio (Giuseppe Oristanio), um famoso ator, e mãe da mimada Eliana (Greta Antoine), Vitória jamais esqueceu a filha abandonada e sempre tentou reencontrá-la, mas nunca descobriu nada sobre ela. Assim, Vitória procura Ângelo (Victor Wagner), hoje um respeitado padre, e finalmente ele toma conhecimento da filha. Chocado, porém feliz com a descoberta, Padre Ângelo decide ajudar Vitória na sua busca pela filha. Luísa toma conhecimento da reaproximação de Vitória e Padre Ângelo e, investigando, descobre antes dos dois que Cristina é a filha perdida de Vitória. Porém, Luísa conta ao filho toda a verdade em confissão. Assim Padre Ângelo fica impedido de revelar a verdade para Vitória, por ele ser padre e não poder relatar as confissões dos fiéis. Em pouco tempo, Cristina torna-se Cristal, uma das principais modelos da Maison Vitória e se envolve com João Pedro (Dado Dolabella), o enteado de Vitória. Os dois têm um romance que, de uma aventura se torna um sincero amor. Cristina acaba esperando um filho de João Pedro. Momentos antes de revelar este fato a João Pedro, ele a surpreende informando que se casará com Marion (Marisol Ribeiro), sua noiva, e que voltou do exterior dizendo estar esperando um filho dele.
Decepcionada, Cristina decide esconder sua gravidez de João Pedro e de Vitória. Ela descobre o envolvimento do enteado com a modelo e, julgando-a interesseira, a demite da empresa. Sem saber, Vitória comete uma grande injustiça com a própria filha, sem saber os laços de sangue que a une com Cristina, passando a persegui-la e usando seu poder para impedir que Cristina arranje novos trabalhos. E o pior é que a mãe de Ângelo, Luísa, que sempre odiou Vitória, voltará dizendo a Cristina que quer a guarda de sua filha, revelando a ela que é sua avó, portanto bisavó da menina que Cristina acabara de parir. Cristina fica sem entender nada, e Luísa não diz quem são seus pais, falando só que é mãe de seu pai. Com medo, Cristina viverá um inferno nas mãos de Luísa. Com uma filha recém-nascida e desempregada, Cristina se vê na mesma situação da mãe antes de seu nascimento. Porém, com o apoio das amigas, do Padre Ângelo e do fotógrafo Adam (Guilherme Trajano), Cristal resistirá à vingança de Luísa, as maldades de Marion e a ira de Vitória, provará a todos que o brilho de seu "cristal" é superior à sua fragilidade. No fim, Vitória se arrepende de tudo o que fez e descobre que Cristina é sua filha. Cristina se casa com João Pedro, e Marion volta para o exterior após descobrirem que ela não estava grávida, que era tudo um golpe por dinheiro. Marion retorna ao Brasil querendo se vingar de Gustavo (Alexandre Barillari) e os dois se atiram um no outro em uma construção abandonada e de mãos dadas os dois morrem. Cristina se torna a melhor amiga de sua meia-irmã Eliana. E Ângelo fica amigo de Vitória, e eles veem que nunca será possível eles ficarem juntos, por ele ser padre e por Vitória descobrir que realmente ama seu marido, e descobrem juntos que só se envolveram pois era um plano de Deus para que Cristina existisse e fizesse o bem como "sempre" fez.

## Elenco
| Intérprete                | Personagem                         |
| ------------------------- | ---------------------------------- |
| Bianca Castanho           | Cristina da Silva / Cristal        |
| Dado Dolabella            | João Pedro Ascânio                 |
| Bete Coelho               | Vitória da Silva Ascânio           |
| Marisol Ribeiro           | Marion Bandeira de Carvalho        |
| Alexandre Barillari       | Gustavo Palhares                   |
| Giuseppe Oristânio        | Alexandre Ascânio (Alex)           |
| Bárbara Paz               | Inocência Pérez                    |
| Eliana Guttman            | Luísa de Jesus                     |
| Victor Wagner             | Padre Ângelo de Jesus              |
| Guilherme Trajano         | Adam Freitas                       |
| Luciene Adami             | Laura Ascânio                      |
| Vera Gimenez              | Lucélia Bandeira de Carvalho       |
| Luiz Baccelli             | Erasmo Bandeira de Carvalho        |
| Pepita Rodríguez          | Vivian Freitas                     |
| Greta Antoine             | Eliana da Silva Ascânio (Ely)      |
| Greta Antoine             | Vitória da Silva Ascânio (jovem)}} |
| Daniel Alvim              | Dario Duarte                       |
| Martha Mellinger          | Berta Girot                        |
| Jonas Mello               | Tenente Fonseca                    |
| Patrícia Mayo             | Elizete Barros (Zete)              |
| Giselle Policarpo         | Carmelina Alves (Lina)             |
| Olivetti Herrera          | Cabo Lino Barros                   |
| Sabrina Greve             | Zoraide Reis (Zora)                |
| Vanessa Prieto            | Bijou                              |
| Rodolfo de Freitas        | Beto                               |
| João Bourbonnais          | Marcos Bueno                       |
| Marcelo Várzea            | Piero                              |
| Míriam Mehler             | Purificação                        |
| Haydée Figueiredo         | Filomena Alves                     |
| Valéria Sândalo           | Conceição Alves (Ceição)           |
| Rejane Arruda             | Antônia Fonseca                    |
| Gianne Albertoni          | Dominique                          |
| Juliana Almeida           | Paola                              |
| Monalisa Gomez            | Lisa                               |
| Mariana Guivez            | Mimi                               |
| Maria Célia Camargo       | Irmã Leonor                        |
| Aldine Müller             | Irmã Montserrat                    |
| Nara Gomez                | Irmã Piedade                       |
| Cláudio Curi              | Padre Francisco                    |
| Silvinha Faro             | Mônica                             |
| Veridiana Toledo          | Rosa                               |
| Leandro Marinho           | Cabo Delgado                       |
| Chica Lopes               | Balbina                            |
| Ricardo di Giácomo        | Jacob                              |
| Camila Tancredi           | Nancy                              |
| Geisa Gama                | Josefa                             |
| Maria Eugênia de Domênico | Celina                             |
| Rafael Miguel             | Bentinho                           |

### Participações especiais
| Intérprete           | Personagem              |
| -------------------- | ----------------------- |
| Ricardo Monastero    | Ângelo de Jesus (jovem) |
| Serafim Gonzalez     | Bispo Tássio            |
| Vinícius Gomez       | Gabo                    |
| Giulio Lopes         | Régis                   |
| Alexandre Carlomagno | Aloísio                 |
| Carlos Dias          | Dr. Cardoso             |
| Jardel Mello         | Rodolfo                 |
| Adriana del Claro    | Pérola                  |
| Paulo Reis           | Roberto                 |
| Rosaly Papadopol     | Pina                    |
| Eduardo Martini      | Ribeiro                 |
| Hélio Cícero         | César                   |
| Paulo Antunes        | Dr. Gaspar              |
| Neco Vila Lobos      | Fael                    |
| Patrícia Vilela      | Raquel                  |
| Daniel Henarez       | Tião                    |
| Matheus Aguiar       | Lobato                  |
| Ricardo Villani      | Rick                    |

## Audiência
Devido ao alto investimento em equipamentos, elenco da Rede Globo e gravação em HDTV, a expectativa da direção era de que a novela mantivesse uma média mínima de 10 pontos e seguisse acima dos dois dígitos. O primeiro capítulo registrou 9 pontos, sendo que mesmo horário Cobras & Lagartos teve 36 e Prova de Amor, 15. Em 17 de julho a novela chegou a registrar apenas 4 pontos quando enfrentou o último capítulo de Prova de Amor, que marcou 23 com picos de 29 na concorrência. A direção do canal era contra Cristal ir ao ar no mesmo horário que a RecordTV estava consolidada com suas "novelas das sete" e queria troca-la de horário com a mexicana Rebelde, porém Sílvio Santos ordenou manter às 19h15.
Em 18 de julho de 2006 a Televisa notificou o SBT, uma vez que Delia Fiallo, autora da obra original, tinha recebido algumas gravações e estava insatisfeita com a adaptação "abrasileirada", exigindo que os autores brasileiros seguissem à risca a história. Apesar disso, a emissora decidiu seguir moldando a trama em busca de audiência, adicionando mais cenas de ação e novos personagens para tentar reverter o quadro negativo. Porém a novela continuou seguindo uma audiência entre 4 e 6 pontos. O último capítulo registrou 8 pontos e a média geral foi de 6 pontos, considerada um fracasso frente aos investimentos feitos.
Fazendo uma avaliação final da novela, Fátima Cardeal, da revista ISTOÉ, disse: "A impressão deixada foi a de que esta novela entrou e saiu do ar sem ser notada. O SBT sofre com sua própria inconstância. No fim do ano passado, quando acabou Os Ricos Também Choram, o canal não tinha outra adaptação para colocar no lugar. E, agora, a emissora, novamente, não tem uma substituta brasileira para estrear. Impossível fidelizar o público fã de novelas nacionais".

### Reprises
A primeira reprise teve média de 4 pontos.
A segunda reprise reestreou com 2,6 pontos, o que representa uma queda de 38% da audiência no horário das 13h25. Seu quarto capítulo apresentou crescimento e registrou 3,1 pontos. Em 26 de setembro registrou 3,2 pontos. No dia 29 do mesmo mês, registrou 3,4 pontos.  Em 18 de outubro, registrou 3,9 pontos. Em 3 de novembro, registrou 4,2 pontos. Em 16 de novembro, registrou 4,3 pontos. Em 4 de janeiro de 2023, registrou 4,6 pontos. Repetiu a mesma média no dia 6. No dia 13, registrou 4,7 pontos, chegando inclusive a alcançar a vice-liderança em alguns minutos. O último capítulo registrou 3,7 pontos. Teve média geral de 3,3 pontos.

## Exibição
A princípio, Cristal estrearia em março, abril, mas foi adiada pela primeira vez para maio, substituindo Mariana da Noite. Porém, como o SBT achou que, se a novela estreasse antes ou durante a Copa do Mundo FIFA de 2006, a audiência cairia, decidiu adiar novamente e a telenovela estrearia após o evento esportivo. Mas não demorou muito para a emissora antecipar a data de estreia para quatro dias antes do início da Copa do Mundo.

### Reprises
Foi reapresentada na íntegra pelo SBT, entre 30 de maio e 22 de novembro de 2011, em 123 capítulos, substituindo Maria Esperança e antecedendo Fascinação, na faixa das 15h.
Foi reapresentada novamente pelo SBT, entre 19 de setembro de 2022 e 17 de janeiro de 2023, em 87 capítulos, substituindo a série investigativa Decisões do Dia e sendo substituída pela reprise de Marisol, inicialmente às 13h25, sendo mudada posteriormente para às 14h20. No entanto, era exibida apenas para as praças que não transmitem a programação local.
Outras midias
Está disponível no streaming SBT Vídeos, que agora em 2024 é +SBT com os 125 capítulos na versão íntegral, com abertura, vinhetas de intervalo e encerramento.

## Trilha sonora
1. "Está escrito" - Dado Dolabella
2. "Perdas e ganhos" - Liah
3. "Versos de amor" - Margareth Menezes
4. "Se ela dança eu danço (Ela só pensa em beijar)" - MC Leozinho
5. "A falta que a falta faz" - Jay Vaquer
6. "Sonhos" - Akústica
7. "Eu preciso te esquecer" - Cláudia Telles
8. "Imensidão" - Flávia Wenceslau
9. "Eu estarei pensando em você" - Yahoo
10. "Meia-noite" - Hervah
11. "História do mundo" - Vega
12. "Vai entender" - Banda Roxx
13. "Um sonho de amor" - Lello Calegari
14. "Gozos da alma" - Francis Hime
15. "Quase enlouquecendo" - Atitude 4
16. "Está escrito" (Versão 2) - Dado Dolabella
17. ''Boa Atmosfera'' - Luiz Melodia